# Jan Tarnowski
Jan Tarnowski, escut d'armes Leliwa, (1488 - 1561) va ser un Szlachta polonès. Era propietari de Tarnów, Wiewiórka, Rożnów, Przeworsk, Stare Sioło, cavaller de l'orde del Sant Sepulcre (1 de setembre 1518), gran hetman de la Corona (1527), castellà de Cracòvia (1536) i fundador de la ciutat de Ternòpil.

## Biografia
Fill de Jan Amor Iunior Tarnowski, voivoda i castellà de Cracòvia i de Barbara Zawisza de Rożnów. És descendent de la noble família Tarnowski. Té cinc germanastres i germanes descendents del primer casament del seu pare i cinc germanastres del primer casament de la seva mare.
Jan Tarnowski inicialment estava destinat a ser prevere, però a la mort del seu pare l'any 1500, el seu mentor Maciej Drzewiecki, convenç la seva mare d'abandonar aquest pla. L'any 1501, Tarnowski és enviat a la cort de Joan I de Polònia que mor alguns mesos més tard. El jove Tarnowski torna doncs amb la seva mare, al domini de Rożnów.
L'any 1508, Tarnowski participa en la batalla d'Orsha, contra el gran ducat de Moscou. L'any 1509, és a la batalla de Khotin, contra Moldàvia i dirigeix la seva pròpia companyia sobre el Dnièster. L'any 1512, és implicat a la batalla de Wisniowiec, en la qual els tatars són vençuts per les forces poloneses.
L'any 1518, fa un pelegrinatge en Terra Santa i esdevé cavaller de l'orde del Sant Sepulcre a Jerusalem. Viatja molt a través d'Europa i és fet cavaller pel rei Manuel I de Portugal per als seus serveis a Àfrica. L'any 1521, participa a les Guerres Habsburg-Otomanes.
El 6 de juny de 1522, esdevé castellà de Wojnicz. El 2 d'abril de 1527, és voivoda de Rutènia. Al mateix any és l'un dels primers hetmans creats després de les grans reformes de l'exèrcit polonès que condueix a moltes victòries, entre les quals la de la batalla d'Obertyn (1531), contra els romanesos i durant les Guerres moscovito-lituanes, la de la batalla de Starodub (1535), contra el Gran Ducat de Moscou. Contribueix igualment a l'organització de l'exèrcit, desenvolupa l'artilleria a cavall, els hospitals de campanya, els serveis als quarters militars i els sapadors. Predica una doctrina de flexibilitat al comandament.
El 10 d'octubre de 1535, és voivoda de Cracòvia, després castellà de Cracòvia, Starosta de Sandomierz, Stryj, Żydaczów, Dolina, Sandecz, Chmielno, Lubaczów i Horodło, el 15 de març de 1536.

## Casaments i descendència
Cap a 1511, Jan Tarnowski es casa amb Barbara Tęczyńska, filla de Mikołaj Tęczyńesquí, voivoda de Rutènia.
Després de la seva mort, Tarnowski es casa amb Zofia Szydłowiecka. Tenen quatre fills.
- Jan Aleksander Tarnowski
- Jan Tarnowski
- Zofia Tarnowska (1534–1570), esposa de Konstanty Wasyl Ostrogski
- Jan Krzysztof Tarnowski (1537–1567) secretari reial de Segimon II August.